# Королева янголів
«Королева янголів» (англ. Queen of Angels) — науково-фантастичний роман американського письменника Грега Біра, написаний 1990 року. У 1991 році номінувався на премії Г'юго, Кемпбелла та «Локус». Згодом Грег Бір надрукував сиквел, «/», відомий також як «Косий».

## Сюжет
«Королева ангелів» описує наш світ незадовго до бінарного тисячоліття (2048 рік нашої ери) через декілька паралельних (і певною мірою взаємопов'язаних) історій. Нанотехнологія змінила майже всі аспекти американського суспільства, а її застосування в психології, психіатрії та нейрології призвело до появи нових методів психічної «терапії», які створили нові форми соціальної стратифікації. Все частіше індивідів піддають «терапії»: за допомогою «нанотерапії» їх перетворюють на добре інтегрованих особистостей, здатних до продуктивної праці та конструктивної соціальної взаємодії, що не загрожує соціальному порядку. Люди, які пройшли терапію, мають доступ до найкращих робочих місць. Є ще два класи: «високі натури», які володіють таким позитивним ментальними здібностями, що не потребують ніякої терапії, і «не проліковані», які стають все маргіналізованішими.
Центральним об'єднуючим елементом є відомий письменник Еммануель Ґолдсміт, який вчинив жахливу серію вбивств, майже нечуваний злочин в епоху терапії. Одна сюжетна лінія пов'язана з Мері Чой, високопоставленим детективом поліції, якій доручено розшукати й заарештувати вбивцю. Мері – трансформована, оскільки вона вирішила значно змінити своє тіло за допомогою нанотехнологій, щоб покращити свої здібності як жінки-поліцейського, а також з естетичних міркувань.
Друга сюжетна лінія включає Річарда Фетла, хорошого друга вбивці, також не пролікованого письменника, який повинен змиритися з тим, що трапилося з другом і як його власне життя, як творчої особистості, а також усіх інших, що не зазнали терапії, повинні змінитися. Третя сюжетна лінія стосується Мартіна Берка, піонера психотерапії, який використовує техніку, що дозволяє йому безпосередньо входити і взаємодіяти з психологією пацієнта, «Країною розуму», через своєрідну віртуальну реальність. Незважаючи на те, що доктор Берк зганьбився на початку історії, він отримує можливість використовувати свою техніку для дослідження розуму Ґолдсміта, який виявляється одним із найзахоплюючих і найнебезпечніших розумів, які тільки можна уявити.
Нарешті, четверта сюжетна лінія розглядає природу штучного інтелекту, оскільки космічний зонд-робот із штучним інтелектом виявляє життя на планеті в системі Альфа Центавра і водночас досягає власної незалежної самосвідомості, як і його близнюк на Землі.
У романі розглядаються питання технології, ідентичності, природи правосуддя, існування свідомості й душі. «Королева ангелів», подія якого відбуваються в 2047 році, була написана безпосередньо перед створенням першого вебсайту в 1991 році і описує глобальну мережу, засновану на обміні текстом (свого роду супер Usenet), в той час як у сиквелі, «Косий», події розгортаються у 2055 році, написаний у 1997 році, після появи всесвітньої мережі, описує глобальну мережу, яка незрозумілим чином змінилася, щоб нагадувати величезну спільну віртуальну реальність.
Також у романі представлений «Громадянський нагляд», квазіурядове агентство, яке збирає дані про громадян: медичні, фінансові, юридичні. Воно також збирає інформацію з публічних джерел, таких як відеокамери з розпізнаванням обличчя, та має можливість відстежувати людей. Місцеві органи поліції можуть звернутися до «Громадянського нагляду» з проханням провести запит щодо окремої особи, а «Громадянський нагляд» в свою чергу може надати або не надати запитувану інформацію, виходячи з їх тлумачення «Поправки Рафкінда».